# Vianesa
La vianesa est une race bovine espagnole de Galice.

## Origine
Elle est issue du croisement ancien du rameau blond et rouge autochtone et de la branche fauve du rameau brun, lors de son arrivée avec les Arabes au VIIe siècle. Elle est élevée en Galice. La population est très faible avec  moins de 500 individus, dont 220 femelles et 75 mâles. Elle bénéficie d'un programme de préservation de son patrimoine génétique. Le livre généalogique a été ouvert en 1990 et la population est reproduite en race pure pour maintenir les effectifs.

## Morphologie
Elle porte une robe fauve, à l'encolure plus sombre. La robe des mâles est plus foncée. Les muqueuses sont sombres, et le mufle noir est auréolée d'une bande claire. Les cornes sont courtes, claires à pointe noire et en forme de demi lune.
Elle est de taille moyenne. Les vaches mesurent 130 cm au garrot pour un poids de 550-600 kg. Les taureaux mesurent 135-140 cm pour 850-920 kg.

## Aptitudes
C'est une ancienne race à tout faire (traction, viande, lait) reconvertie en race allaitante. La vache est bonne mère, et son lait riche permet une excellente croissance du veau. 
Elle est élevée en système pastoral semi extensif, à extensif, avec l'hiver en satbulation au foin, et le reste de l'année en plein air intégral sur pâturages pauvres et zones broussailleuses. Elle est bien adaptée au rude climat montagnard de sa zone d'élevage. Elle possède les atouts pour devenir une race allaitante en croisement avec des races bouchères, lorsque les effectifs le permettront.